# نوش آفرين
نوش آفرين (بالفارسية: نوش‌آفرین) (2 مارس [1958]] في طهران، المملكة الإيرانية - )؛ مغنية إيرانية، اشتهرت في زمن المملكة الإيرانية في ظل الأسرة البهلوية قبل قيام نظام الجمهورية الإسلامية في العام 1979.

## وصلات خارجية
- نوش آفرين على موقع IMDb (الإنجليزية)
- نوش آفرين على موقع ميوزك برينز (الإنجليزية)
- نوش آفرين على موقع ديسكوغز (الإنجليزية)
- نوش آفرين على موقع قاعدة بيانات الفيلم (الإنجليزية)